# Guido Nardini
Guido Nardini (Firenze, 30 luglio 1881 – Ciampino, 26 gennaio 1928) è stato un militare e aviatore italiano, decorato con medaglia d'argento al valor militare. Asso dell'aviazione da caccia, è accreditato di 6 abbattimenti durante la prima guerra mondiale.

## Biografia

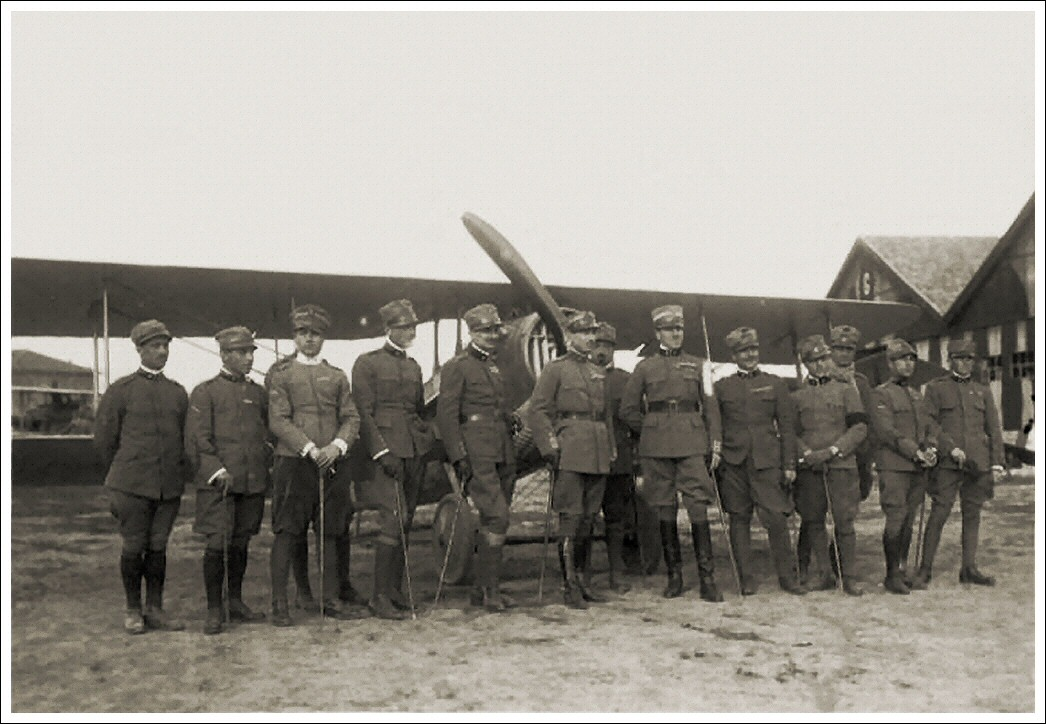
La 91ª Squadriglia Aeroplani da Caccia. Da sinistra; serg. Mario D'Urso, serg. Gaetano Aliperta, ten. Gastone Novelli, ten. Cesare Magistrini, cap. Bartolomeo Costantini, cap. Fulco Ruffo di Calabria, col. Pier Ruggero Piccio, ten. Guido Keller, magg. Francesco Baracca, ten. Ferruccio Ranza, ten. Mario de Bernardi, ten. Adriano Bacula, serg. Guido Nardini, sott. Eduardo Alfredo Olivero.

Figlio di Giovanni e Natalizia Guidi, nacque a Firenze, in Borgo SS. Apostoli. I genitori vollero dargli anche i nomi aggiuntivi di Giulio e di Cesare, essendo a volte citato come  Giulio Nardini, fatto che fece a volte credere che ci fossero due "Nardini" aviatori.
Alcune fonti affermano che Nardini prese il brevetto di pilota numero 590 in Francia il 22 agosto 1911 sul campo di Bétheny. Alcuni riportano come date il 3 agosto o il settembre dello stesso anno. In seguito ottenne anche il brevetto italiano numero 128.
Nel 1912 lo troviamo comunque in Francia capo pilota della Navigation Aérienne a Parigi. Nel maggio dello stesso anno fu il primo Italiano ad attraversare il canale della Manica.

## La prima guerra mondiale
Allo scoppio della prima guerra mondiale si trasferì in Italia dove si arruolò come volontario il 24 maggio del 1915 nel Battaglione Aviatori. Pur avendo già 34 anni, vista l'esperienza maturata non ebbe problemi a farsi reclutare. Il primo anno lo passò come collaudatore o come addestratore e dovette attendere il 26 maggio 1916 prima di poter essere assegnato alla 75ª Squadriglia Caccia, una nuova unità sotto il comando del capitano Maffero Scarpis e basata sul campo di Tombetta, nei pressi di Verona.
La 75ª aveva in dotazione i Nieuport 11 e aveva funzioni prevalentemente difensive della città. Le incursioni austriache erano rare: per lo più ricognitori che venivano a fotografare i movimenti delle truppe lungo le linee ferroviarie e bombardieri che lanciavano qualche bomba di piccola dimensione con effetti più dal punto di vista psicologico che militare, così la costituzione di una squadriglia per la difesa della città destò grande plauso da parte della popolazione.

## Primi duelli aerei
L'11 maggio 1916 un ricognitore fu messo in fuga, mentre il 16, aiutato  da Buzio e  Consonni, Nardini non solo fece ritirare in tutta fretta il ricognitore nemico, ma questi stretto fra i tre aerei italiani nelle evoluzioni obbligate per cercare la via di fuga perse l'apparecchio fotografico che finì in un campo vicino a Borgo Venezia. Il 27 giugno invece fu il giorno della prima vittoria di Nardini: aiutato da De Bernardi, Buzio e  Consonni, costrinse un ricognitore, un Hansa-Brandenburg C.I ad atterrare. Tutti e due i piloti austriaci furono catturati.
I veronesi, entusiasti per il primo abbattimento della 75ª, donarono 1750 lire a ciascuno dei quattro piloti autori della vittoria, i quali all'unanimità li ridonarono al fondo per i mutilati di guerra.
Verso la fine dell'anno Nardini passò alla 78ª Squadriglia Caccia, sempre con Nieuport 11. Dopo un breve passaggio alla 131ª su Pomilio PC, inizialmente concepito come caccia di scorta e poi da ricognizione, il pilota fiorentino tornò a Istrana alla 78ª e alla caccia. Pur volando ancora con un Nieuport 11 sul fronte trentino, Nardini ritrovò la vittoria: il 14 giugno, fra l'altopiano di Asiago e la Valsugana, alle 8.20, obbligò un velivolo nemico ad atterrare e venti minuti dopo ne abbatté un secondo, facendolo precipitare in fiamme nella Valsugana.
Il 18 luglio 1917, grazie anche all'aiuto di Cesare Magistrini, costrinse all'atterraggio sull'altopiano di Asiago un Brandenburg C.1. Il pilota sopravvisse, l'osservatore rimase invece ucciso nel duello aereo. I piloti italiani atterrarono in prossimità dell'aereo abbattuto e ne recuperarono gli strumenti, venendo rimproverati per questa decisione.
Nel frattempo Nardini forse per la sua corporatura robusta si era guadagnato dai suoi compagni il soprannome di  "Rigoletto". Nella tarda estate del 1917 Nardini passò all'Hanriot HD.1 matricola 6614 e contraddistinto dal numero 18. Sulla carlinga oltre alla bandiera triangolare rossa posta dopo la coccarda tricolore, il velivolo di Nardini aveva proprio sulla coccarda un diavoletto alato nero che fa gli sberleffi all'ipotetico nemico in coda. Con questo velivolo rivendicò tre vittorie, ma gliene venne riconosciuta solo una. Ferito in uno scontro aereo, l'asso fiorentino stette lontano dal fronte per diversi mesi.

## In volo con Francesco Baracca
Tornò in attività in forza alla 91ª Squadriglia Caccia, quella di Francesco Baracca. Gli inizi però non furono incoraggianti: atterrando con il suo nuovo SPAD S.VII  matricola 5807, per un guasto al motore cappottò distruggendo l'aereo. Evidentemente Nardini non si trovò mai a suo agio con lo Spad visto che si fece  assegnare un Nieuport 27 con il quale tornò alla vittoria il 3 maggio 1918 in qualità di gregario proprio di Francesco Baracca. Il 17 maggio ottenne un'altra vittoria che così il pilota descrisse nel suo rapporto:
"Partito alle ore 9,00 insieme al tenente Novelli (capo pattuglia) ed altri quattro piloti, per crociera fra Quero e Ponte della Priula, ho avvistato verso le ore 10.10 circa una pattuglia di diversi apparecchi nemici circa 200 metri più alti di me. Il tenente Novelli ed il sergente Magistrini che si trovavano alla medesima quota degli apparecchi nemici ne attaccavano uno da caccia, il quale manovrando per liberarsi dal loro attacco si abbassò fino a portarsi alla mia quota. Fu allora che attaccai e riuscendo dopo qualche manovra a piazzarmi dietro la sua coda a distanza di 20 metri  gli scaricai addosso circa 200 colpi di mitragliatrice, dopo i quali vidi l'apparecchio nemico incendiarsi e precipitare a picco nei pressi di Pero. Quasi nel medesimo istante per rottura di una tige del motore, mi saltava via la capote, e pochi secondi dopo mi si fermava completamente il motore dopo di che fui obbligato a prendere terra in un campicello a circa 300 m. lontano dal punto dove era caduto l'apparecchio del nemico: nell'atterraggio cappottai".
La vittima di Nardini precipitata nella frazione di Breda di Piave era l'Albatros D.III della Flik 61J del Leutenant Franz Gräser a cui gli austriaci avevano riconosciuto 18 vittorie, per quanto non tutte trovino riscontro fra la documentazione italiana. Fu certamente un pilota di gran valore la cui scomparsa fece scalpore fra le file austriache.
L'asso fiorentino continuò l'attività con la 91ª. Le azioni si susseguirono intensivamente, in particolar modo scorte ai bombardieri Caproni e caccia ai palloni frenati per l'osservazione, detti Drachen. Nonostante l'intensa vita operativa, spesso i successi rivendicati non venivano confermati per mancanza di documentazione. L'episodio più emblematico fu l'attacco al Drachen condotto dal fiorentino il 22 giugno presso San Polo. Come altri piloti italiani specialisti nella caccia ai palloni frenati, Nardini impiegava razzi Le prieur, abbastanza noti per essere difficili da indirizzare verso un bersaglio preciso. Vedendo arrivare l'aereo del sottufficiale italiano, gli austriaci cercarono di ritirare a terra il Drachen. Il pallone era quasi in salvo quando l'italiano sparò la salve di razzi che anziché dirigersi verso il bersaglio si persero nel cielo, tranne uno che del tutto fortuitamente distrusse un secondo Drachen sgonfio a terra. Ancora una volta per assenza di testimonianza la vittoria ancorché particolare non venne riconosciuta. Il 23 agosto 1918 durante un trasferimento in motocicletta per ragioni di servizio ebbe un grave incidente cadendo tra Paese e San Bernardino che ne terminò la carriera operativa. A conflitto finito, a fronte delle 11 vittorie da lui rivendicate, gliene vennero confermate solo 6. Gli vennero conferite una medaglia d'argento al valor militare e due di bronzo.

## Il dopoguerra
Nel dopoguerra rimase in aviazione  partecipando a varie manifestazioni che si tenevano nella penisola. In particolare si esibì in acrobazie aeree nella sua Firenze con un Ansaldo SVA immatricolato I-EOLO. Nel 1923 quando fu costituita la Regia Aeronautica fece domanda per ritornare in servizio e fu subito destinato alla scuola di volo di Ghedi. Tornò in seguito alla sua 78ª e poi alla 91ª squadriglia sempre con il grado di sergente. Il 10 febbraio 1927 passò alla 84ª dove divenne maresciallo di seconda classe.
Morì il 26 gennaio 1928 per un incidente di volo dovuto a problemi strutturali dell'ala dell'aereo che pilotava e che precipitò sull'aeroporto di Ciampino. Malgrado avesse abbandonato il suo velivolo, il paracadute non si aprì.